# Leibu Levin
Leibu Levin  (n. 1914, Câmpulung Moldovenesc, Ducatul Bucovinei – d. 1983, Herzliya, Israel) a fost un declamator, poet și compozitor evreu din România, care și-a desfășurat activitatea în limbile română, idiș și ebraică. Eliberat în 1956, după 15 ani de Gulag, a trăit restul vieții la Moscova și apoi în Israel.

## Biografie
Născut în anul 1914 la Câmpulung Moldovenesc,pe atunci în Ducatul Bucovinei, Leibu Levin și-a petrecut copilăria și tinerețea la Cernăuți, unde s-a mutat cu familia în anul 1919. A fost înscris la școala de limbă idiș și română Yiddisher Shul-Farayn. Încă din anii adolescenței a debutat cu recitări de poezie și proză în limba idiș și a început să-și intepreteze și propriile sale cântece. Aparițiile sale au trezit interesul criticilor. Filologul Dr. H. Gininger a scris într-un detailat articol în Di Vokh, revistă de literatură în limba idiș din București: 

„Leibu Levin se arată a fi un excelent interpret al poeziei idiș ... posibil, primul interpret al lui Manger. Nicicând nu ne-am intoxicat așa cu splendoarea peisajelor specifice baladelor lui Manger ca în interpretarea lui Levin...”
Cedarea Bucovinei și Basarabiei din 1940 l-a surprins pe Levin la Cernăuți. Regimul sovietic l-a mobilizat în cadrul unor unități pseudo-militare de muncă - ca cetățean român și evreu - și l-a trimis într-un lagăr de muncă în Munții Ural. În scurtă vreme, în 1942 este arestat sub suspiciunea de spionaj pentru România și trimis - fără judecată - la 15 ani de exil în Siberia, loc unde a învățat de altfel, limba rusă.
Reabilitat și eliberat în 1956,s-a stabilit la Moscova, unde s-a căsătorit cu Șura, fiica doctoriței Țețilia Guterman-Entina, care îi dăduse îngrijiri vitale, salvându-i viața în timpul suferințelor din lagăr. Levin mai apucă să apară în recitaluri timp de încă șase ani, dar este nevoit să renunțe din cauza stării precare a sănătății în urma detențiunii. Și-a continuat însă activitatea de compozitor, de transpunere a poeziei idiș pe note. În anul 1972 a emigrat în Israel.

## Opera
Leibu Levin a apărut în nenumărate recitaluri la Cernăuți, București și în diferite orașe din România, cu deosebire în Bucovina și Basarabia.
În 1939 îi apare la Cernăuți, sub îngrijirea lui Herș Segal, un mic album, „Zeks shloflider” (din idiș : „6 cântece de leagăn”) care cuprinde melodiile lui Levin la poemele lui I. Manger, H. Leivick, M.-L. Halpern, A. Reisen și N. Yud. „Az du vest batsoln, bruder...”, pe versurile lui M.-L. Halpern a devenit un cântec popular în Statele Unite.
Tot în 1939, același H. Segal a îngrijit publicarea cărții „Zelig Bardicever: „Lider Mit Nigunim”, (din idiș : „Zelig Bardicever, cântece și nigunim (cântece hasidice)”) apărută pe baza interpretațiilor lui Levin, în urma întâlnirii la Bălți și colaborării cu interpretul de muzică populară idiș Zelig Bardicever cu care a început să apară.